# Heinrich Schwemminger

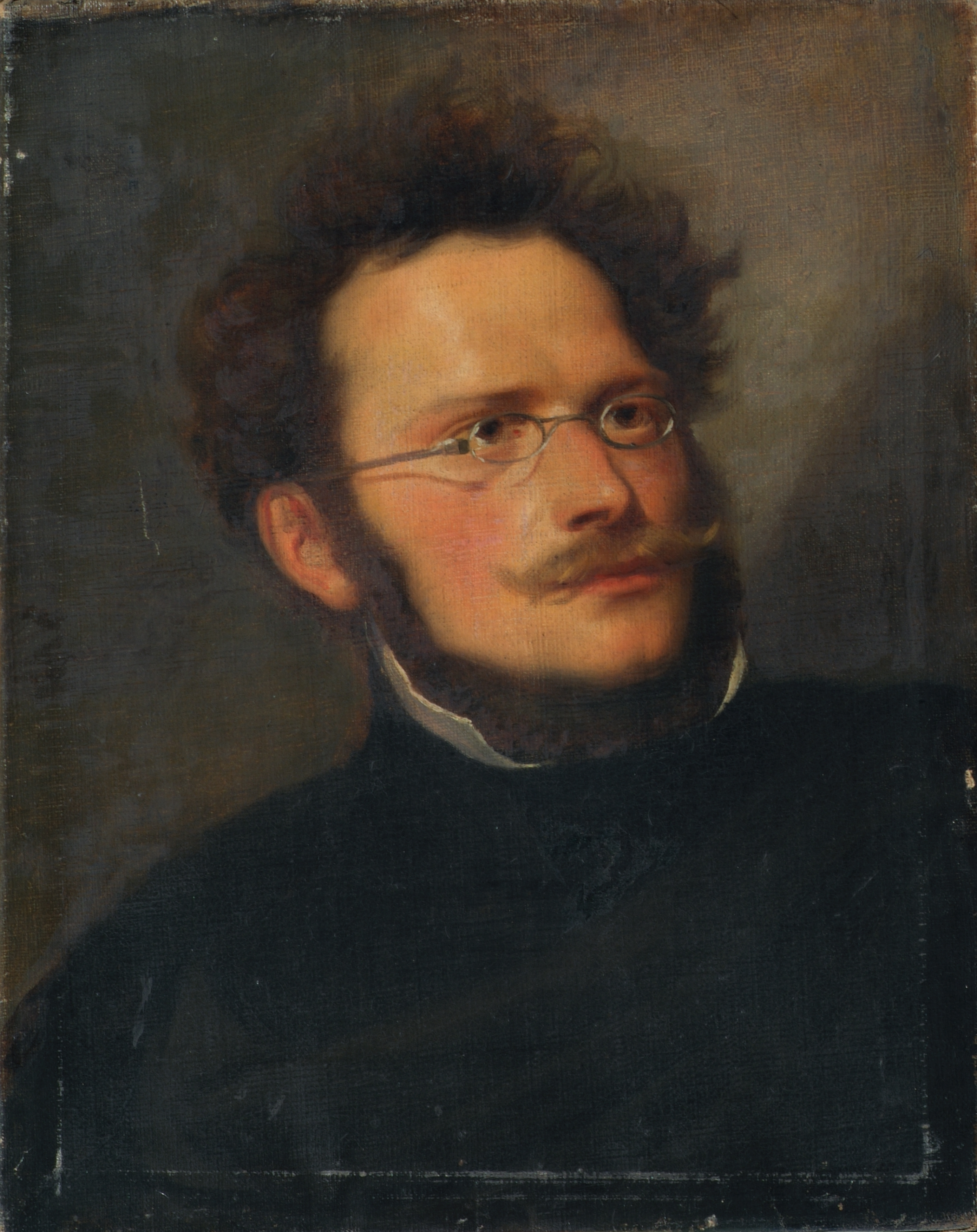
Heinrich Schwemminger auf einem Ölgemälde von Joseph Haßlwander

Heinrich Schwemminger (* 7. Jänner 1803 am Althangrund; † 13. März 1884 in Wien) war ein österreichischer Historienmaler.

## Leben und Werk
Heinrich Schwemminger war ein Sohn des Porzellanmalers Anton Schwemminger, der 1808 starb. Sein jüngerer Bruder Josef Schwemminger war ebenfalls Maler. Ihre Schwester Theresia Schwemminger war eine Putzmacherin und heiratete den Maler Karl Schubert, einen Bruder des Komponisten Franz Schubert.

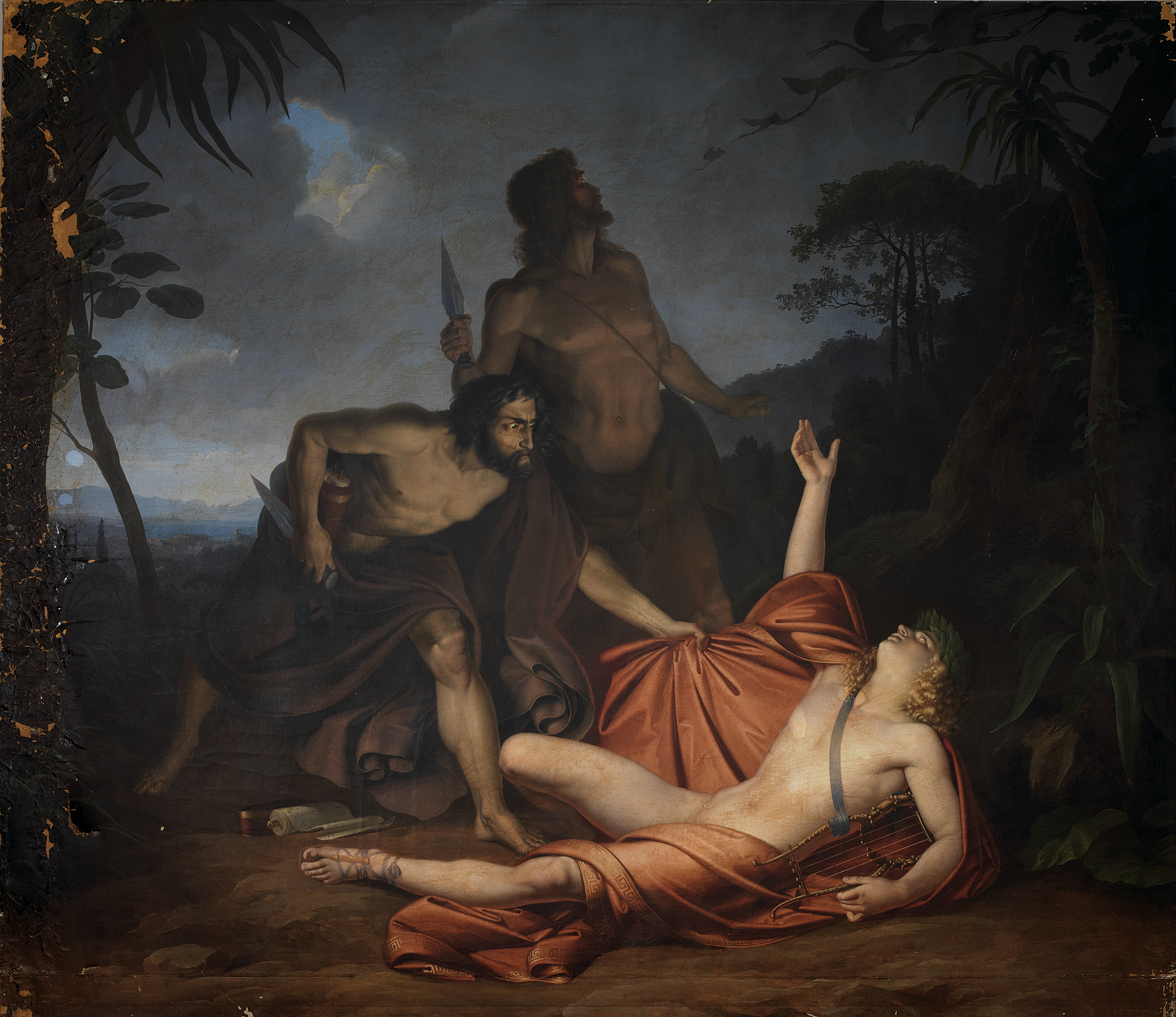
Ölgemälde Die Kraniche des Ibykus von Heinrich Schwemminger

Heinrich Schwemminger studierte von 1818 bis 1830, mit Unterbrechungen, an der Wiener Akademie der bildenden Künste. Ab 1823 spezialisierte er sich auf Historienmalerei. Er wurde von der Bildhauerei der Antike und den Gemälden Raffaels inspiriert. Schwemminger gewann 1820 den Gundel-Preis und 1833 den Reichel-Preis. Er reiste Anfang der 1830er Jahre nach München, wo er sich dem Künstlerkreis um Moritz von Schwind anschloss. Mit einem Stipendium hielt er sich von 1837 bis 1842 in Rom auf.
Schwemminger arbeitete ab 1843 als ein Kustos an der Gemäldegalerie der Wiener Akademie der bildenden Künste. Er wurde 1848 Mitglied der Akademie und wirkte dort ab 1849 als Professor. Von 1857 bis 1874 hatte er die Leitung der Gemäldegalerie inne. Zu dieser veröffentlichte er 1866 nach einer Neuordnung ein Sammlungsverzeichnis. Schwemminger wurde 1868 Mitglied des Wiener Künstlerhauses. Er wirkte an der künstlerischen Ausstattung der Wiener Hofoper und des Wiener Stadttheaters mit.
Heinrich Schwemminger starb im Alter von 81 Jahren in Wien-Alsergrund. Nach ihm wurde 1958 die Schwemmingergasse in Wien-Inzersdorf benannt.